# Seven Bridges Road
Seven Bridges Road è un brano musicale di Steve Young, pubblicato nell'album Rock Salt & Nails nel 1969. Nel 1972 lo stesso autore pubblicò un album omonimo, nel quale inserì il brano come prima traccia.

## Cover
Nel corso degli anni, il brano è diventato un'icona della musica country, tanto che venne reinterpretato da numerosi artisti:
- Nel 1970, Joan Baez inserì una cover del brano nell'album One Day at a Time.
- Nel 1971, Rita Coolidge inserì una cover del brano nell'album Rita Coolidge.
- Nel 1973, Iain Matthews inserì una cover del brano nell'album Valley Hi. Lo stesso arrangiamento fu utilizzato dagli Ealges per la loro cover del 1980.
- Nel 1980, gli Eagles inserirono una cover del brano nell'album Eagles Live, per poi pubblicarla come singolo.
- Nel 1996, i FireHouse inserirono una cover del brano nell'album Good Acoustics.
- Nel 1998, i Ricochet inserirono una cover del brano nell'album What a Ride.
- Nel 2000, i Ricochet incisero un'altra cover del brano, inserendola nell'album What You Leave Behind. Questa versione raggiunse la 48ª posizione nella classifica Hot Country Songs.[3]
- Nel 2001, Dolly Parton inserì una cover del brano nell'album Little Sparrow.
- Nel 2007, Alan Jackson registrò una cover del brano assieme a George Strait e Jimmy Buffett e la inserì nell'album Live at Texas Stadium.

## Versione degli Eagles
Seven Bridges Road è un singolo del gruppo musicale statunitense Eagles, pubblicato nel 1980.

### Tracce
Versione statunitense
1. Seven Bridges Road – 3:02 (Young)
2. The Long Run – 5:08 (Henley, Frey)

Versione francese
1. Seven Bridges Road – 3:25 (Young)
2. Life's Been Good – 9:38 (Walsh)

### Formazione
- Glenn Frey - voce, chitarra acustica
- Joe Walsh - chitarra elettrica, cori
- Timothy B. Schmit - basso, cori
- Don Henley - batteria, percussioni, cori
- Don Felder - chitarra elettrica

### Classifiche
| Classifica        | Posizione migliore |
| ----------------- | ------------------ |
| Billboard Hot 100 | 21                 |
| Country Singles   | 55                 |